# Битва при Дессау
Битва при Дессау — одна з битв Тридцятилітньої війни, яка відбулася 25 квітня 1626 року між найманою армією Мансфельда, яка билася на боці Данії, і армією Католицької ліги під командуванням Альбрехта фон Валленштейна. Завершилася поразкою армії Мансфельда.  

## Передумови
Навесні 1625 року данський король Крістіан IV вступив у Тридцятилітню війну на боці німецьких протестантів. Крістіан з військом зайняв Нижньосаксонський округ, де до нього приєдналася армія Протестантської унії на чолі з графом Мансфельдом. Проти данців і їхній німецьких союзників виступили католицькі армії Тіллі та Валленштейна. Крістіан IV розробив план боротьби із католицькими військами, за яким навесні 1626 року основні данські сили на чолі з самим королем мали атакувати Тіллі, а Мансфельд мав атакувати Валленштейна і потім прорватися в Сілезію на з'єднання з військом трансильванського князя Габора Бетлена. 
Наступ армії Мансфельда почався навесні 1626 року. У квітні Мансфельд вийшов до ріки Ельба в районі міста Дессау. Міст через ріку утримували католицькі війська генерала Альдрінгена. Альдрінген мав 86 гармат і зайняв міцну оборону. Католики відбили атаку Мансфельда і послали по допомогу до Валленштейна. Валленштейн негайно рушив до Дессау. 

## Битва
Вранці 25 квітня 1626 року 20-тисячне військо Валленштейна атакувало 12-тисячне військо Мансфельда. Військо Мансфельда зазнало дуже тяжких втрат від вогню католицької артилерії, а також від атак католицьких військ. Мансфельд наказав своєму війську почати відхід, але кирасирський полк католиків під командуванням Генріха Шліка атакував фланг війська Мансфельда. В розпал бою від попадання гарматного ядра католиків вибухнули запаси пороху протестантів і це привело до паніки серед вояків Мансфельда. Армія Мансфельда кинулася тікати, а Валленштейн переслідував його до Цербста. 
У битві при Дессау загинули 4 тисячі вояків Мансфельда, ще 1500 потрапили в полон і перейшли на службу до Валленштейна. 

## Наслідки битви
Битва при Дессау стала першою великою перемогою Валленштейна. Після цієї перемоги він переслідував Мансфельда аж до Угорщини. Після смерті Мансфельда у листопаді 1626 року його військо розпалося, а Валленштейн повернувся в Німеччину на допомогу Тіллі, який у серпні розбив данське військо Крістіана IV при Луттері. 